# Miserere (Аллегри)
Miserere (инципит — «Miserere mei, Deus, secundum magnam misericordiam tuam») — мотет на текст псалма 50 итальянского композитора Григорио Аллегри. Написан во время понтификата папы Урбана VIII, вероятно, в 1630-е годы, для использования в Сикстинской капелле во время Тёмной утрени на Страстной неделе.
Miserere написано в технике alternatim: чётные стихи псалма распеваются на традиционный псалмовый тон (григорианская монодия), нечётные стихи (собственно музыка Аллегри) — многоголосная обработка той же монодии в технике итальянского фобурдона (преимущественно силлабика, с небольшим количеством имитаций). Произведение написано для двух хоров — пятиголосного и четырёхголосного.
 Miserere mei, Deus: secundum magnam misericordiam tuam.

 Et secundum multitudinem miserationum tuarum, dele iniquitatem meam.

 Amplius lava me ab iniquitate mea: et a peccato meo munda me.

 Quoniam iniquitatem meam ego cognosco: et peccatum meum contra me est semper.

 Tibi soli peccavi, et malum coram te feci: ut iustificeris in sermonibus tuis, et vincas cum iudicaris.

 Ecce enim in inquitatibus conceptus sum: et in peccatis concepit me mater mea.

 Ecce enim veritatem dilexisti: incerta et occulta sapientiae tuae manifestasti mihi.

 Asperges me, hyssopo, et mundabor: lavabis me, et super nivem dealbabor.

 Auditui meo dabis gaudium et laetitiam: et exsultabunt ossa humiliata.

 Averte faciem tuam a peccatis meis: et omnes iniquitates meas dele.

 Cor mundum crea in me, Deus: et spiritum rectum innova in visceribus meis.

 Ne proiicias me a facie tua: et spiritum sanctum tuum ne auferas a me.

 Redde mihi laetitiam salutaris tui: et spiritu principali confirma me.

 Docebo iniquos vias tuas: et impii ad te convertentur.

 Libera me de sanguinibus, Deus, Deus salutis meae: et exsultabit lingua mea iustitiam tuam.

 Domine, labia mea aperies: et os meum annuntiabit laudem tuam. 

 Quoniam si voluisses sacrificium, dedissem utique: holocaustis non delectaberis.

 Sacrificium Deo spiritus contribulatus: cor contritum, et humiliatum, Deus, non despicies.

 Benigne fac, Domine, in bona voluntate tua Sion: ut aedificentur muri Ierusalem.

 Tunc acceptabis sacrificium iustitiae, oblationes, et holocausta: tunc imponent super altare tuum vitulos.
Помилуй мя, Боже, по велицей милости Твоей, и по множеству щедрот Твоих очисти беззаконие мое.
Наипаче омый мя от беззакония моего, и от греха моего очисти мя; яко беззаконие мое аз знаю, и грех мой предо мною есть выну.
Тебе единому согреших и лукавое пред Тобою сотворих; яко да оправдишися во словесех Твоих, и победиши внегда судити Ти.
Се бо, в беззакониих зачат есмь, и во гресех роди мя мати моя.
Се бо, истину возлюбил еси; безвестная и тайная премудрости Твоея явил ми еси.
Окропиши мя иссопом, и очищуся; омыеши мя, и паче снега убелюся.
Слуху моему даси радость и веселие; возрадуются кости смиренныя.
Отврати лице Твое от грех моих и вся беззакония мои очисти.
Сердце чисто созижди во мне, Боже, и дух прав обнови во утробе моей.
Не отвержи мене от лица Твоего и Духа Твоего Святаго не отыми от мене.
Воздаждь ми радость спасения Твоего и Духом Владычним утверди мя.
Научу беззаконныя путём Твоим, и нечестивии к Тебе обратятся.
Избави мя от кровей, Боже, Боже спасения моего; возрадуется язык мой правде Твоей.
Господи, устне мои отверзеши, и уста моя возвестят хвалу Твою.
Яко аще бы восхотел еси жертвы, дал бых убо: всесожжения не благоволиши.
Жертва Богу дух сокрушен; сердце сокрушенно и смиренно Бог не уничижит.
Ублажи, Господи, благоволением Твоим Сиона, и да созиждутся стены Иерусалимския.
Тогда благоволиши жертву правды, возношение и всесожегаемая; тогда возложат на олтарь Твой тельцы.
 (1,2) Псалом 50, покаяние 

 (3)  Помилуй меня,Боже,по великой милости Твоей, и по множеству щедрот Твоих очисти беззаконие моё.

 (4)  И в первых очисти меня от беззакония моего, и от греха моего освободи меня;

 (5)  потому как беззаконие моё знаю, а грех мой пред Тобой всегда есть. 

 (6)  Тебе единому согрешил и лукавое пред Тобой сотворил, да оправдаюсь в Слове Твоём, и победишь судом Твоим.

 (7)  Ибо в беззакониях зачат я, и в грехе родила меня мать моя.

 (8)  Ибо истину возлюбил, и невидимую и тайную премудрость явил мне.

 (9)  Окропи меня иссопом, и очищусь, омой меня, и белее снега убелюсь.

 (10) Слуху моему дай радость и веселье, воспрянут кости смиренные.

 (11) Отврати взор Твой от греха моего, и всё беззаконие мое очисти.

 (12) Сердце чистое создай во мне, Боже, и дух праведный обнови в чреве моём. 

 (13) Не отвергни меня от лица Твоего, и Духа Твоего Святого не отыми от меня. 

 (14) Воздай мне радость Спасения Твоего, и Духом Владычним утверди меня.

 (15) Научу заблудших пути Твоему, и нечестивые к Тебе обратятся.

 (16) Избавь меня от кровей, Боже, Боже спасения моего, возрадуется язык мой правде Твоей.

 (17) Господи, уста мои очисти, и они возвестят хвалу Тебе.

 (18) Если хочешь жертвы,прими: всесожжения без благоволения.

 (19) Жертвой Бога дух сокрушён; сердце сокрушенное и смиренное Бог не уничижит.

 (20) Ублажи, Господи, благоволением Твоим Сиона, и да восстанут стены Иерусалимские. 

 (21) Тогда благоволишь принять жертву правды, возносимую и всесожегаемую,тогда возложат на алтарь Твой тельцы.

## История создания
Мотет был написан около 1638 года. Он стал последним и самым популярным из 12 фобурдонов, использовавшихся с 1514 года в Сикстинской капелле. Согласно устоявшейся традиции, произведение было запрещено перекладывать и использовать (кроме специально оговоренных случаев) за пределами Сикстинской капеллы.
При этом к 1770 году появились три авторизованные копии партитуры. Первую сделал император Священной Римской империи Леопольд I, один из португальских королей и падре Джованни Батиста Мартини. Также на протяжении нескольких веков распространялась легенда, основанная на семейной переписке, согласно которой 14-летний Вольфганг Амадей Моцарт во время посещения Рима якобы сумел расшифровать произведение на слух. Эта легенда впервые была пущена в массы Чарльзом Бёрни в 1771 году и была опровергнута уже в XX веке. В 1831 году Феликс Мендельсон и Ференц Лист произвели транскрипцию на основе имевшихся источников XVIII и XIX веков. В результате этого запрет на распространение партитуры Miserere фактически сошёл на нет, и произведение стало одним из самых популярных а-капельных хоровых произведений католической ориентации среди исполняемых в наше время.